# 19e étape du Tour de France 2004
Pour un article plus général, voir Tour de France 2004.
La 19e étape du Tour de France 2004 s'est déroulée le 24 juillet 2004 sur 55 kilomètres autour de Besançon sous forme de contre-la-montre individuel.. L'Américain Lance Armstrong remporte l'étape devant l'Allemand Jan Ullrich. Il garde le maillot jaune à l'issue de l'étape. L'Allemand Andreas Klöden auteur d'un meilleur contre-la-montre que l'Italien Ivan Basso devient le dauphin de Lance Armstrong à la veille de l'arrivée à Paris. Le Russe Vladimir Karpets dépossède le Français Thomas Voeckler du maillot blanc de meilleur jeune.

## Classement de l'étape
| \| Classement de l'étape \| Classement de l'étape \| Classement de l'étape \| Classement de l'étape \| Classement de l'étape \| \| Coureur \| Coureur \| Pays \| Équipe \| Temps \| \| --------------------- \| --------------------- \| --------------------- \| ----------------------------- \| --------------------- \| \| 1er \| Lance Armstrong \| États-Unis \| US Postal Service-Berry Floor \| DQ \| \| 2e \| Jan Ullrich \| Allemagne \| T-Mobile \| + 1 min 01 s \| \| 3e \| Andreas Klöden \| Allemagne \| T-Mobile \| + 1 min 27 s \| \| 4e \| Floyd Landis \| États-Unis \| US Postal Service-Berry Floor \| + 2 min 25 s \| \| 5e \| Bobby Julich \| États-Unis \| CSC \| + 2 min 48 s \| \| 6e \| Ivan Basso \| Italie \| CSC \| + 2 min 50 s \| \| 7e \| Jens Voigt \| Allemagne \| CSC \| + 3 min 29 s \| \| 8e \| Vladimir Karpets \| Russie \| Illes Balears-Banesto \| + 3 min 33 s \| \| 9e \| José Luis Rubiera \| Espagne \| US Postal Service-Berry Floor \| + 3 min 40 s \| \| 10e \| José Azevedo \| Portugal \| US Postal Service-Berry Floor \| + 3 min 49 s \| |                   |            |                               |              |
| |                   |            |                               |              |
| |                   |            |                               |              |
| Classement de l'étape |                   |            |                               |              |
| Coureur | Coureur           | Pays       | Équipe                        | Temps        |
| 1er | Lance Armstrong   | États-Unis | US Postal Service-Berry Floor | DQ           |
| 2e | Jan Ullrich       | Allemagne  | T-Mobile                      | + 1 min 01 s |
| 3e | Andreas Klöden    | Allemagne  | T-Mobile                      | + 1 min 27 s |
| 4e | Floyd Landis      | États-Unis | US Postal Service-Berry Floor | + 2 min 25 s |
| 5e | Bobby Julich      | États-Unis | CSC                           | + 2 min 48 s |
| 6e | Ivan Basso        | Italie     | CSC                           | + 2 min 50 s |
| 7e | Jens Voigt        | Allemagne  | CSC                           | + 3 min 29 s |
| 8e | Vladimir Karpets  | Russie     | Illes Balears-Banesto         | + 3 min 33 s |
| 9e | José Luis Rubiera | Espagne    | US Postal Service-Berry Floor | + 3 min 40 s |
| 10e | José Azevedo      | Portugal   | US Postal Service-Berry Floor | + 3 min 49 s |

## Classement général
Initialement vainqueur de ce Tour de France et de cinq étapes, dont celle-ci, Lance Armstrong a été déclassé en octobre 2012 pour plusieurs infractions à la réglementation antidopage. Ses victoires n'ont pas été attribuées à d'autres coureurs. Son nom est rayé dans le tableau ci-dessous.
En 2012, Levi Leipheimer fait partie des anciens coureurs de l'US Postal/Discovery Channel témoignant devant l'USADA des pratiques de dopage au sein de cette équipe. Il avoue s'être dopé entre 1999 et 2007. L'USADA le suspend pour six mois à compter du 1er septembre 2012 et lui retire les résultats sportifs obtenus du 1er juin 1999 au 30 juillet 2006, et du 7 au 29 juillet 2007. 
| \| Classement général \| Classement général \| Classement général \| Classement général \| Classement général \| \| Coureur \| Coureur \| Pays \| Équipe \| Temps \| \| ------------------ \| ------------------ \| ------------------ \| ----------------------------- \| ------------------ \| \| 1er \| Lance Armstrong \| États-Unis \| US Postal Service-Berry Floor \| DQ \| \| 2e \| Andreas Klöden \| Allemagne \| T-Mobile \| + 6 min 38 s \| \| 3e \| Ivan Basso \| Italie \| CSC \| + 6 min 59 s \| \| 4e \| Jan Ullrich \| Allemagne \| T-Mobile \| + 9 min 09 s \| \| 5e \| José Azevedo \| Portugal \| US Postal Service-Berry Floor \| + 14 min 30 s \| \| 6e \| Francisco Mancebo \| Espagne \| Illes Balears-Banesto \| + 18 min 20 s \| \| 7e \| Georg Totschnig \| Autriche \| Gerolsteiner \| + 18 min 46 s \| \| 8e \| Carlos Sastre \| Espagne \| CSC \| + 20 min 10 s \| \| 9e \| Levi Leipheimer \| États-Unis \| Rabobank \| DQ \| \| 10e \| Óscar Pereiro \| Espagne \| Phonak Hearing Systems \| + 23 min 13 s \| |                   |            |                               |               |
| |                   |            |                               |               |
| |                   |            |                               |               |
| Classement général |                   |            |                               |               |
| Coureur | Coureur           | Pays       | Équipe                        | Temps         |
| 1er | Lance Armstrong   | États-Unis | US Postal Service-Berry Floor | DQ            |
| 2e | Andreas Klöden    | Allemagne  | T-Mobile                      | + 6 min 38 s  |
| 3e | Ivan Basso        | Italie     | CSC                           | + 6 min 59 s  |
| 4e | Jan Ullrich       | Allemagne  | T-Mobile                      | + 9 min 09 s  |
| 5e | José Azevedo      | Portugal   | US Postal Service-Berry Floor | + 14 min 30 s |
| 6e | Francisco Mancebo | Espagne    | Illes Balears-Banesto         | + 18 min 20 s |
| 7e | Georg Totschnig   | Autriche   | Gerolsteiner                  | + 18 min 46 s |
| 8e | Carlos Sastre     | Espagne    | CSC                           | + 20 min 10 s |
| 9e | Levi Leipheimer   | États-Unis | Rabobank                      | DQ            |
| 10e | Óscar Pereiro     | Espagne    | Phonak Hearing Systems        | + 23 min 13 s |

## Classements annexes
| Classement par points | Classement par points | Classement par points | Classement par points           | Classement par points |
| Coureur               | Coureur               | Pays                  | Équipe                          | Points                |
| --------------------- | --------------------- | --------------------- | ------------------------------- | --------------------- |
| 1er                   | Robbie McEwen         | Australie             | Lotto-Domo                      | 238 pts               |
| 2e                    | Thor Hushovd          | Norvège               | Crédit Agricole                 | 227 pts               |
| 3e                    | Erik Zabel            | Allemagne             | T-Mobile                        | 221 pts               |
| 4e                    | Stuart O'Grady        | Australie             | Cofidis-Le Crédit par Téléphone | 215 pts               |
| 5e                    | Danilo Hondo          | Allemagne             | Gerolsteiner                    | 201 pts               |

| Classement par points | Classement par points | Classement par points | Classement par points           | Classement par points |
| Coureur               | Coureur               | Pays                  | Équipe                          | Points                |
| --------------------- | --------------------- | --------------------- | ------------------------------- | --------------------- |
| 1er                   | Robbie McEwen         | Australie             | Lotto-Domo                      | 238 pts               |
| 2e                    | Thor Hushovd          | Norvège               | Crédit Agricole                 | 227 pts               |
| 3e                    | Erik Zabel            | Allemagne             | T-Mobile                        | 221 pts               |
| 4e                    | Stuart O'Grady        | Australie             | Cofidis-Le Crédit par Téléphone | 215 pts               |
| 5e                    | Danilo Hondo          | Allemagne             | Gerolsteiner                    | 201 pts               |

| Classement de la montagne | Classement de la montagne | Classement de la montagne | Classement de la montagne     | Classement de la montagne |
| Coureur                   | Coureur                   | Pays                      | Équipe                        | Points                    |
| ------------------------- | ------------------------- | ------------------------- | ----------------------------- | ------------------------- |
| 1er                       | Richard Virenque          | France                    | Quick Step-Davitamon          | 226 pts                   |
| 2e                        | Lance Armstrong           | États-Unis                | US Postal Service-Berry Floor | DQ                        |
| 3e                        | Ivan Basso                | Italie                    | CSC                           | 119 pts                   |
| 4e                        | Michael Rasmussen         | Danemark                  | Rabobank                      | 119 pts                   |
| 5e                        | Jan Ullrich               | Allemagne                 | T-Mobile                      | 115 pts                   |

| Classement de la montagne | Classement de la montagne | Classement de la montagne | Classement de la montagne     | Classement de la montagne |
| Coureur                   | Coureur                   | Pays                      | Équipe                        | Points                    |
| ------------------------- | ------------------------- | ------------------------- | ----------------------------- | ------------------------- |
| 1er                       | Richard Virenque          | France                    | Quick Step-Davitamon          | 226 pts                   |
| 2e                        | Lance Armstrong           | États-Unis                | US Postal Service-Berry Floor | DQ                        |
| 3e                        | Ivan Basso                | Italie                    | CSC                           | 119 pts                   |
| 4e                        | Michael Rasmussen         | Danemark                  | Rabobank                      | 119 pts                   |
| 5e                        | Jan Ullrich               | Allemagne                 | T-Mobile                      | 115 pts                   |

| Classement du meilleur jeune | Classement du meilleur jeune | Classement du meilleur jeune | Classement du meilleur jeune | Classement du meilleur jeune |
| Coureur                      | Coureur                      | Pays                         | Équipe                       | Temps                        |
| ---------------------------- | ---------------------------- | ---------------------------- | ---------------------------- | ---------------------------- |
| 1er                          | Vladimir Karpets             | Russie                       | Illes Balears-Banesto        | 79 h 52 min 47 s             |
| 2e                           | Sandy Casar                  | France                       | Fdjeux.com                   | + 3 min 42 s                 |
| 3e                           | Thomas Voeckler              | France                       | Brioches La Boulangère       | + 5 min 23 s                 |
| 4e                           | Michael Rogers               | Australie                    | Quick Step-Davitamon         | + 16 min 28 s                |
| 5e                           | Iker Camaño                  | Espagne                      | Euskaltel-Euskadi            | + 22 min 03 s                |

| Classement du meilleur jeune | Classement du meilleur jeune | Classement du meilleur jeune | Classement du meilleur jeune | Classement du meilleur jeune |
| Coureur                      | Coureur                      | Pays                         | Équipe                       | Temps                        |
| ---------------------------- | ---------------------------- | ---------------------------- | ---------------------------- | ---------------------------- |
| 1er                          | Vladimir Karpets             | Russie                       | Illes Balears-Banesto        | 79 h 52 min 47 s             |
| 2e                           | Sandy Casar                  | France                       | Fdjeux.com                   | + 3 min 42 s                 |
| 3e                           | Thomas Voeckler              | France                       | Brioches La Boulangère       | + 5 min 23 s                 |
| 4e                           | Michael Rogers               | Australie                    | Quick Step-Davitamon         | + 16 min 28 s                |
| 5e                           | Iker Camaño                  | Espagne                      | Euskaltel-Euskadi            | + 22 min 03 s                |

| Classement par équipes | Classement par équipes        | Classement par équipes | Classement par équipes |
| Équipe                 | Équipe                        | Pays                   | Temps                  |
| ---------------------- | ----------------------------- | ---------------------- | ---------------------- |
| 1re                    | T-Mobile                      | Allemagne              | 236 h 33 min 25 s      |
| 2e                     | US Postal Service-Berry Floor | États-Unis             | + 2 min 04 s           |
| 3e                     | CSC                           | Danemark               | + 10 min 33 s          |
| 4e                     | Illes Balears-Banesto         | Espagne                | + 52 min 26 s          |
| 5e                     | Quick Step-Davitamon          | Belgique               | + 57 min 33 s          |

| Classement par équipes | Classement par équipes        | Classement par équipes | Classement par équipes |
| Équipe                 | Équipe                        | Pays                   | Temps                  |
| ---------------------- | ----------------------------- | ---------------------- | ---------------------- |
| 1re                    | T-Mobile                      | Allemagne              | 236 h 33 min 25 s      |
| 2e                     | US Postal Service-Berry Floor | États-Unis             | + 2 min 04 s           |
| 3e                     | CSC                           | Danemark               | + 10 min 33 s          |
| 4e                     | Illes Balears-Banesto         | Espagne                | + 52 min 26 s          |
| 5e                     | Quick Step-Davitamon          | Belgique               | + 57 min 33 s          |